# Lepidochrysops exclusa
Lepidochrysops exclusa är en fjärilsart som beskrevs av Henry Trimen 1894. Lepidochrysops exclusa ingår i släktet Lepidochrysops och familjen juvelvingar. Inga underarter finns listade i Catalogue of Life.